# Haiden

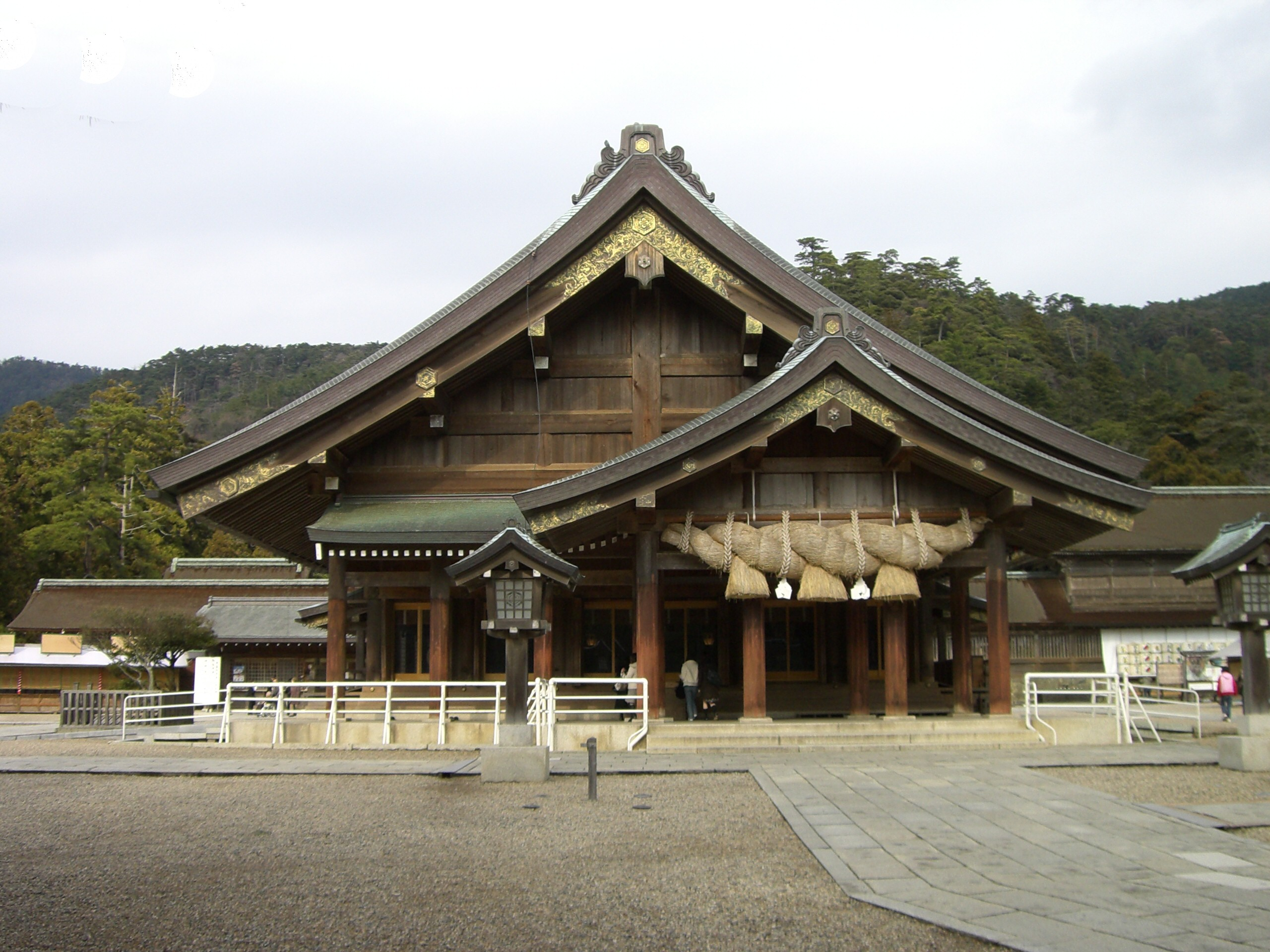
Haiden del santuario Izumo Taisha

Nei santuari schintoisti l’haiden (拝殿?) è la sala di culto o oratorio. Di solito è posizionato di fronte alla struttura principale di un santuario (honden) e spesso viene costruito su una scala più grande rispetto al secondo. L’haiden è spesso collegato all’honden da un Heiden, o sala delle offerte. Mentre l’honden è il posto per il kami consacrato e chiuso al pubblico, l’haiden fornisce uno spazio per le cerimonie e per adorare i kami. In alcuni casi, ad esempio al santuario Ōmiwa di Nara, l'honden può mancare e essere sostituito da un terreno sacro. In tal caso, l'haiden è l'edificio più importante del complesso.